# Сремски управни округ
Сремски управни округ се налази у северном делу Републике Србије у оквиру Аутономне покрајине Војводине. Име је добио по географској области Срем, чији се највећи део налази у границама округа. Округ захвата и мали део области Мачве. Због тога се округ пружа и у средњој Европи (Срем) и на Балкану (Мачва). Према подацима са последњег пописа 2022. године у округу је живело 282.547 становника Седиште округа је у граду Сремска Митровица.

## Административна подела
Сремски округ обухвата следећи град и општине: 
1. Град Сремска Митровица место Сремска Митровица
2. Општина Шид место Шид
3. Општина Инђија место Инђија
4. Општина Ириг место Ириг
5. Општина Рума место Рума
6. Општина Стара Пазова место Стара Пазова
7. Општина Пећинци место Пећинци

- Административна подела Сремског округа
- Административна подела Сремског округа

## Границе округа
Границе Сремског округа се добрим делом поклапају са границама Срема. Тако се јужна граница округа углавном пружа реком Савом, једино у средишњем делу округ прелази реку и захвата најсевернији део Мачве. На југоистоку граница се пружа кроз Срем, остављајући његов наисточнији део Граду Београду. Источна граница према Банату је природна, река Дунав. Северна граница, иако оставља северни део Срема Јужнобачком округу, је такође природна, пошто се пружа средишњим билом Фрушке горе и заокружује целу јужну страну планине у део округа. Западна граница је истовремено и државна према Републици Хрватској, остављајући најзападнији део Срема у овој држави. Она је политичко-етничка, јер се пружа у складу са размештајем села према њиховом већинском становништву. Због тога је она веома неправилна и пресеца неколико природних „граница“ или препрека, попут река Босута или Студве.
Сремски округ има границе са следећим управним јединицама:
- југ - Мачвански округ
- исток - Град Београд
- североисток - Средњобанатски округ
- север - Јужнобачки округ
- запад - Вуковарско-сријемска жупанија (Република Хрватска)
- југозапад - Република Српска (Босна и Херцеговина)

## Етничке групе
| Етничка група | попис 2002 | попис 2002 | попис 2011 | попис 2011 |
| Етничка група | Број       | %          | Број       | %          |
| ------------- | ---------- | ---------- | ---------- | ---------- |
| Срби          |            | 84.51%     |            | 84.95%     |
| Хрвати        |            | 3.13%      |            | 2.80%      |
| Словаци       |            | 2.78%      |            | 2.61%      |
| Роми          |            | 1.04%      |            | 1.76%      |
| Мађари        |            | 1.26%      |            | 1.21%      |

## Знаменитости
Фрушкогорски манастири представљају највеће културно благо овог краја. Најпознатији манастири су Манастир Гргетег из 1471. године и манастир Јазак из 1522. године.
Манастир Крушедол је права ризница сликарских радова Војводине, а основан је 1514. године као задужбина владике Максима Бранковића и његове мајке Ангелине. У манастиру Ново Хопово посебну пажњу побуђује архитектура храма и његов фреско-живопис. Време његовог првог зидања није познато, али се зна да је обновљен 1756. године.

## Галерија
- Седиште округа - Сремска Митровица
- Главни трг у Руми
- Инђија
- Ириг